# مختار نوح
مختار نوح  أحد النقابيين في تاريخ نقابة المحامين المصرية وقيادي سابق في جماعة الاخوان المسلمين، وعضو سابق بمجلس الشعب المصري قضى 3 سنوات في السجن في القضية التي أطلق عليها قضية اختراق النقابات المهنية واطلق سراحه في 8 أكتوبر 2002 وبادر بعد خروجه من السجن على إطلاق مشروع مبادرة المصالحة مع النظام المصري الذي قوبل من قبل قياديي جماعة الإخوان بين التشكيك والرفض التام .وعندما إستقبلته النقابة عضواً بمجلسها عام 1985 كان أصغر أعضائها سناً، آثر أن ينسحب من الانتخابات التي أجريت عام 1989 بعد أن قدم بادئ الأمر أوراق ترشيحه فيها، فإذا بالمحامين ينتخبونه رغم أنسحابه إلا أنه صمم على الاعتذار وعندما قضى القضاء ببطلان مجلس 1989 وأجريت انتخابات جديدة عام 1992 رتب أوراقه ونظم صفوفه حيث أصطف خلفه فريق من أنصاره أعضاء لجنة الشريعة الإسلامية – وهو الذي أنشأ صفهم في النقابة – والذين أطلق عليهم المحامون «فريق التيار الإسلامى» وإذا بمختار يحصل على أعلى الأصوات قاطبة ليس هذا فحسب وإنما نجح في إنجاح قائمة مكونة من سبعة عشر عضواً كانت هي القائمة الأولى للتيار الإسلامي في تاريخ نقابة المحامين حيث حازت قبولاً غير مسبوق وإقبالاً غير ملحوق   
أنشأ مختار نوح نظاماً مستحدثاً للعلاج في أميز المستشفيات الاستثمارية وأنشأ أسطولاً من الحافلات لنقل المحامين بين المحاكم وأسس مشروع مكتبة المحامى حيث قام بدعم سعر الكتاب ليتسنى للمحامى الشاب تكوين مكتبة قانونية بأقل الأسعار وبالتقسيط وأنهى عقود الحراس الذين تم تعينهم من مجلس سابق فوفر للنقابة مليون وثلاثمائة ألف جنيهاً سنوياً – كما جاء في تقرير الجهاز المركزى للمحاسبات – وقام برفع معاش المحامى ليصل إلى مبلغ 750 جنيهاً. نظم العديد من الرحلات للأقباط والمسلمين من المحامين للأماكن السياحية والدينية، وكانت أول هذه الرحلات رحلة لدير وادى النطرون حيث إستقبلهم خلالها البابا شنودة بنفسه على رأس الرهبان وكان مختار من الزائرين – وحدث أن قام البابا شنودة ببسط السجاجيد بنفسه للمحامين المسلمين في أحد أروقة الدير ليمكنهم من صلاة الجمعة – فعمقت تلك الزيارة العلاقات الوطيدة بين المسلمين والأقباط.
سعى مختار نوح إلى إنشاء أندية للمحامين في كافة المحافظات وكان نادى المحامين بالأسكندرية هو درة تلك الأندية وكان موقع هذا النادى على البحر، إلا أن الأمواج حالت في بادئ الأمر دون استمتاعهم به فأنشأ مختار «حائطاً صخرياً» للأمواج العاتية أعتبرته محافظة الأسكندرية مثالاً نموذجياً يحتذى به ووجهت الشكر للنقابة على إنجازها الرائع.
دخل مختار نوح مجلس الشعب عام 1987 بعد أن تجاوز الثلاثين بعامين، وجه فيها جل اهتمامه لحقوق الإنسان المصري وحرياته وتعليم أبناءه. أوفد مجلس الشعب لجنة برلمانية إلى ألمانيا في بعض الشئون البرلمانية فحرص الجميع وأولهم رفعت المحجوب رئيس المجلس آنذاك على ضم مختار لهذه اللجنة كى يكون ممثلاً لمصر. وكانت الصحف والمجلات شاهد على العديد من المقالات التي سطّرها مختار نوح مدافعاً من خلالها عن حقوق الإنسان.كتب مقالة نشرها بجريدة أخبار اليوم رد فيها بالإسلام على فعلة هؤلاء الفتية وقال قولة حق بأن السائح يرتبط معنا بعقد وميثاق ويجب على المسلم الحفاظ على وعده وميثاقه بأن يحفظ للسائح أمنه وسلامته.

## مصدر
- موقع مختار نوح

## وصلات خارجية
- حركة الإخوان المسلمين بعد وفاة مرشدها العام، برنامج قضايا الساعة، قناة الجزيرة، 21 نوفمبر 2002م